# Хейвуд (округ, Теннесси)
Округ Хейвуд (англ. Haywood County) располагается в штате Теннесси, США. Официально образован в 1823 году. По состоянию на 2010 год, численность населения составляла 18 787 человек.

## География
По данным Бюро переписи США, общая площадь округа равняется 1383,061 км2, из которых 1380,471 км2 — суша, и 1,000 км2, или 0,180 % — это водоёмы.

## Население
По данным переписи населения 2000 года в округе проживает 19 797 жителей в составе 7558 домашних хозяйств и 5419 семей. Плотность населения составляет 14,00 человек на км2. На территории округа насчитывается 8086 жилых строений, при плотности застройки около 6,00-ти строений на км2. Расовый состав населения: белые — 46,73 %, афроамериканцы — 51,05 %, коренные американцы (индейцы) — 0,12 %, азиаты — 0,09 %, гавайцы — 0,05 %, представители других рас — 1,38 %, представители двух или более рас — 0,58 %. Испаноязычные составляли 2,65 % населения независимо от расы.
В составе 33,40 % из общего числа домашних хозяйств проживают дети в возрасте до 18 лет, 45,80 % домашних хозяйств представляют собой супружеские пары, проживающие вместе, 22,00 % домашних хозяйств представляют собой одиноких женщин без супруга, 28,30 % домашних хозяйств не имеют отношения к семьям, 25,40 % домашних хозяйств состоят из одного человека, 11,10 % домашних хозяйств состоят из престарелых (65 лет и старше), проживающих в одиночестве. Средний размер домашнего хозяйства составляет 2,59 человека, и средний размер семьи — 3,09 человека.
Возрастной состав округа: 27,20 % — моложе 18 лет, 9,80 % — от 18 до 24, 27,30 % — от 25 до 44, 21,90 % от 45 до 64, и 21,90 % — от 65 и старше. Средний возраст жителя округа — 35 лет. На каждые 100 женщин приходится 87,80 мужчин. На каждые 100 женщин старше 18 лет приходится 82,40 мужчин.
Средний доход на домохозяйство в округе составлял 27 671 USD, на семью — 32 597 USD. Среднестатистический заработок мужчины был 27 333 USD против 21 361 USD для женщины. Доход на душу населения составлял 14 669 USD. Около 16,30 % семей и 19,50 % общего населения находились ниже черты бедности, в том числе — 24,00 % молодежи (тех, кому ещё не исполнилось 18 лет) и 25,70 % тех, кому было уже больше 65 лет.